# Abdelkader Salhi
Abdelkader Salhi (Chlef, 19 de março de 1993) é um futebolista profissional argelino que atua como goleiro, atualmente defende o ASO Chlef.

## Carreira

### Rio 2016
Abdelkader Salhi fez parte do elenco da Seleção Argelina de Futebol nas Olimpíadas de 2016.